# Kombajn
Kombajni (iz engl. combine) su poljodjelski strojevi za žetvu raznih žitarica, uljarica (uljane repice, soje), graha, graška, pamuka i dr.
Proces žetve se sastoji iz tri dijela: košenja i vršenja žita kao i završnog razdvajanja zrna od slame i pljeve.